# 허버트 자일스

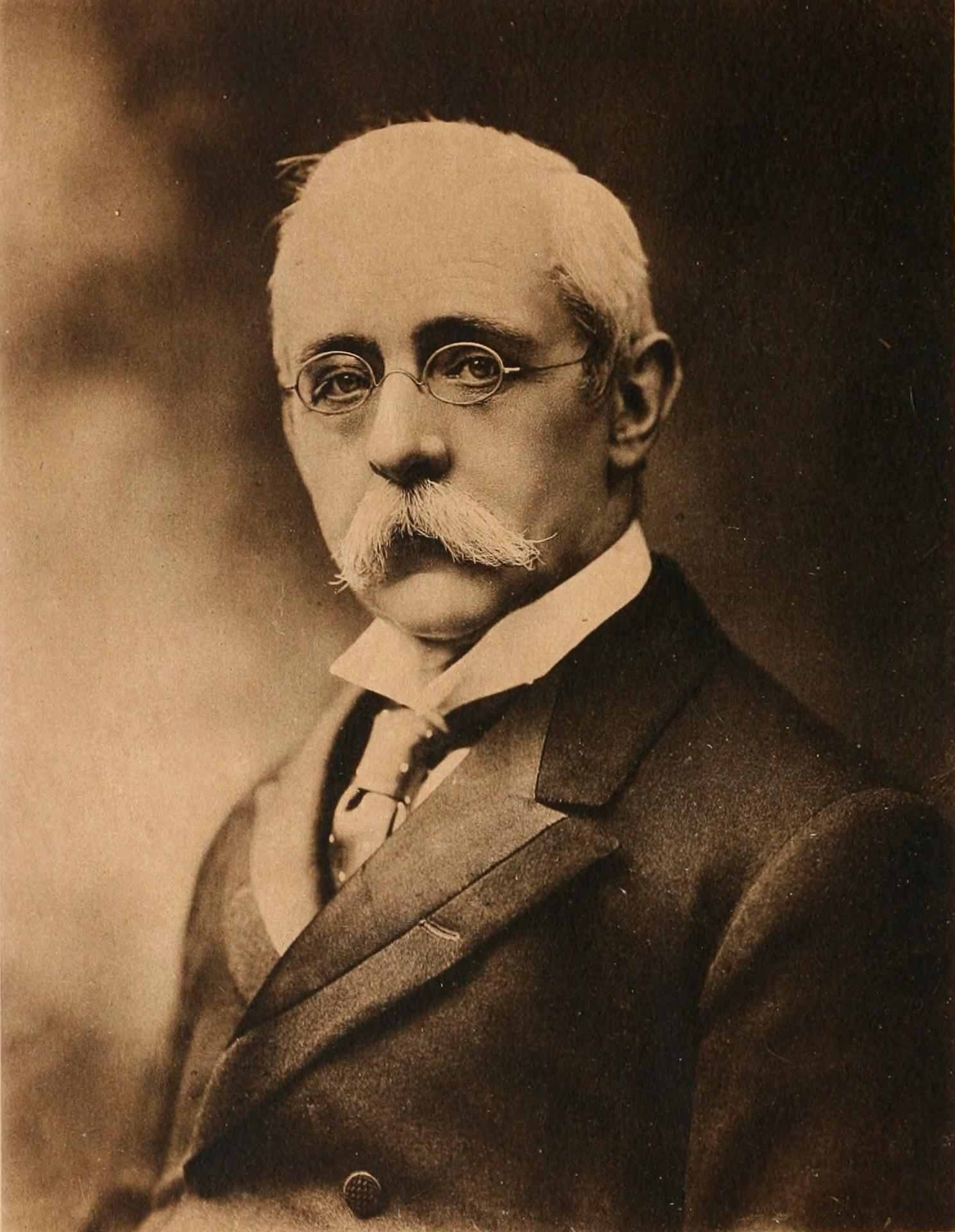

허버트 자일스(Herbert Giles, 본명: 허버트 앨런 자일스, Herbert Allen Giles, 1845년 12월 8일 ~ 1935년 2월 13일)는 영국의 외교관이자 중국학자이다. 35년 동안 케임브리지 대학교의 중국학 교수를 역임했다. 자일스는 차터하우스 스쿨에서 교육을 받은 뒤 중국의 영국 외교관이 되었다. 그는 토머스 프랜시스 웨이드가 확립한 관화 로마자 체계를 수정하였고 현재 많이 알려져 있는 웨이드-자일스 표기법을 탄생시켰다. 논어, 도덕경, 장자를 번역했다.